# Rue Mostecká
La  rue Mostecká est une voie de Prague.

## Situation et accès
C'est une rue historique importante du centre de Prague située dans le quartier de Mala Strana. C'était autrefois la voie royale, menant du pont Charles à la place de Malá Strana, et aujourd'hui visitée par de nombreux touristes. Sa longueur est d'environ 185 mètres.  
Elle est principalement dédiée à la circulation automobile et aux piétons. Une voie de tramway y conduisait de Křížovnické náměstí à la place de Malá Strana en passant par le pont Charles. À partir de 1883, il y eut un tramway hippomobile qui, en 1905, remplaça le tramway électrique. Les services de tram et de bus ont fonctionné jusqu'à la Seconde Guerre mondiale.

## Origine du nom
Elle tire son nom du pont Charles, en tchèque Karlův most, de most (« pont »).  
Elle a pris les noms de :
- Rue du pont (du XIVe siècle à 1911 environ)
- Rue Derrière la tour du pont (partiellement, portion derrière la tour de Malá Strana, jusqu'en 1870)
- Rue Mostecká (dans toute sa longueur - depuis 1911)

## Bâtiments remarquables et lieux de mémoire

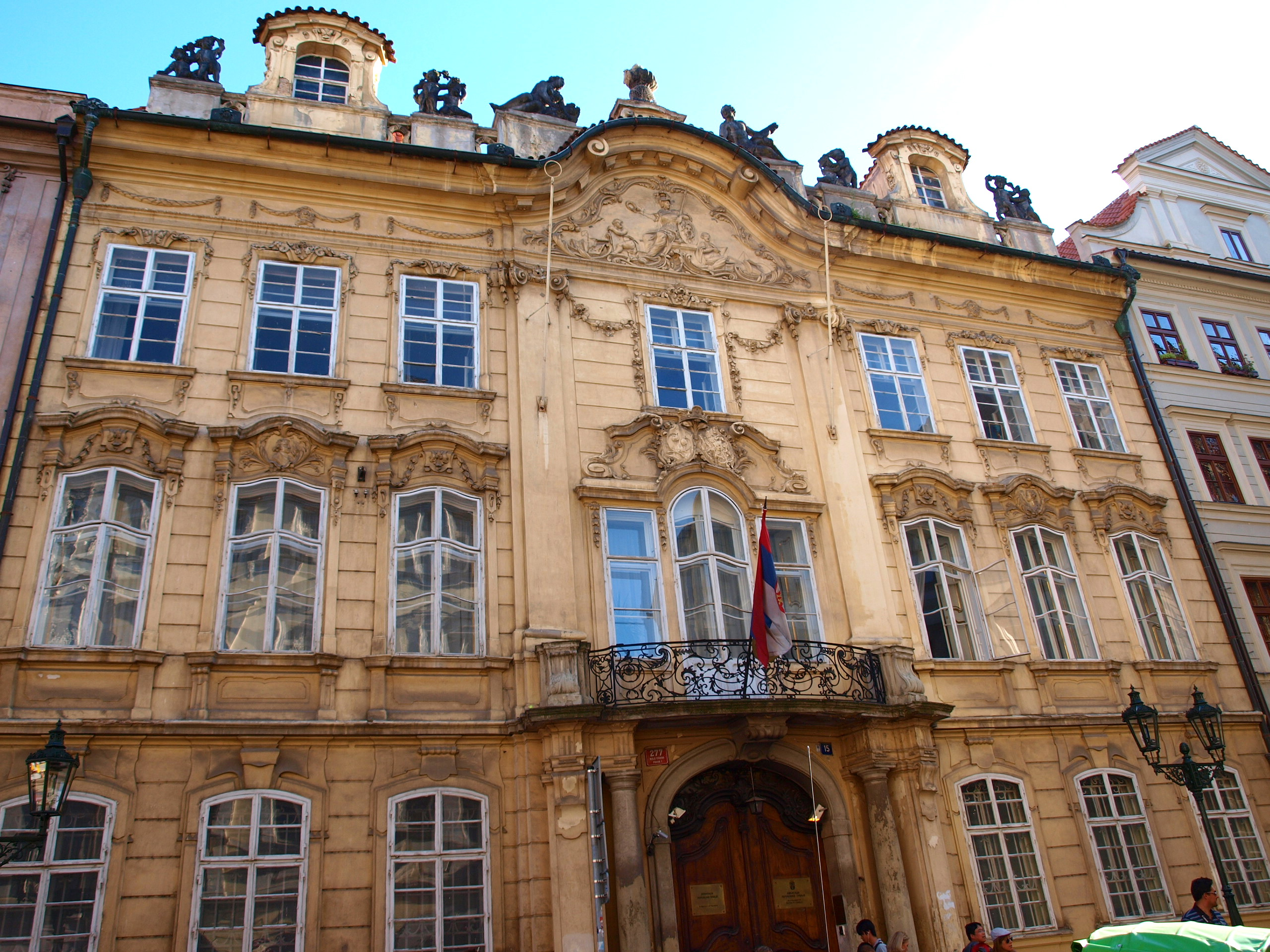
Palais Kounický, palais baroque au n°15.
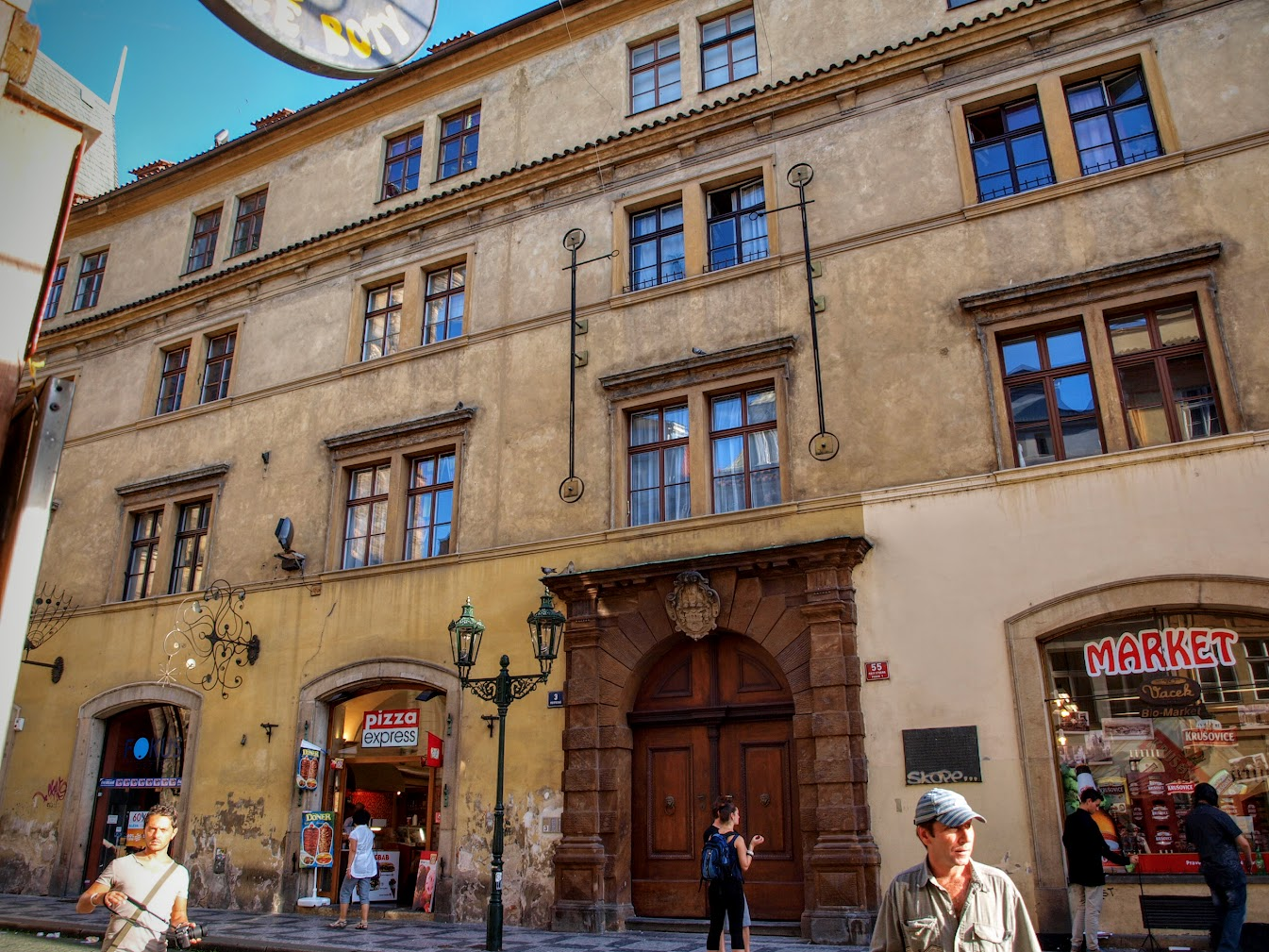
Maison Saxonne, au n°3.
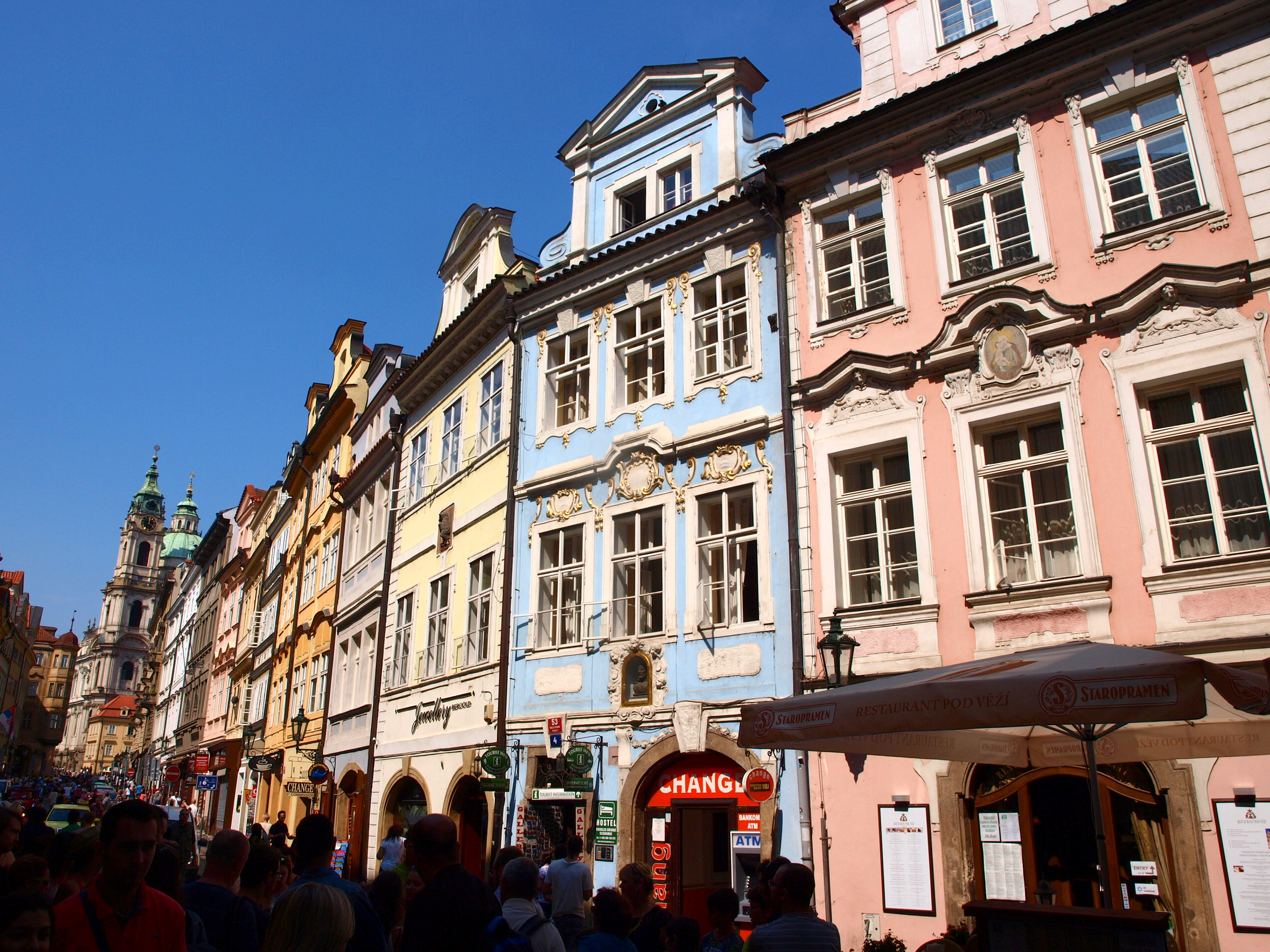
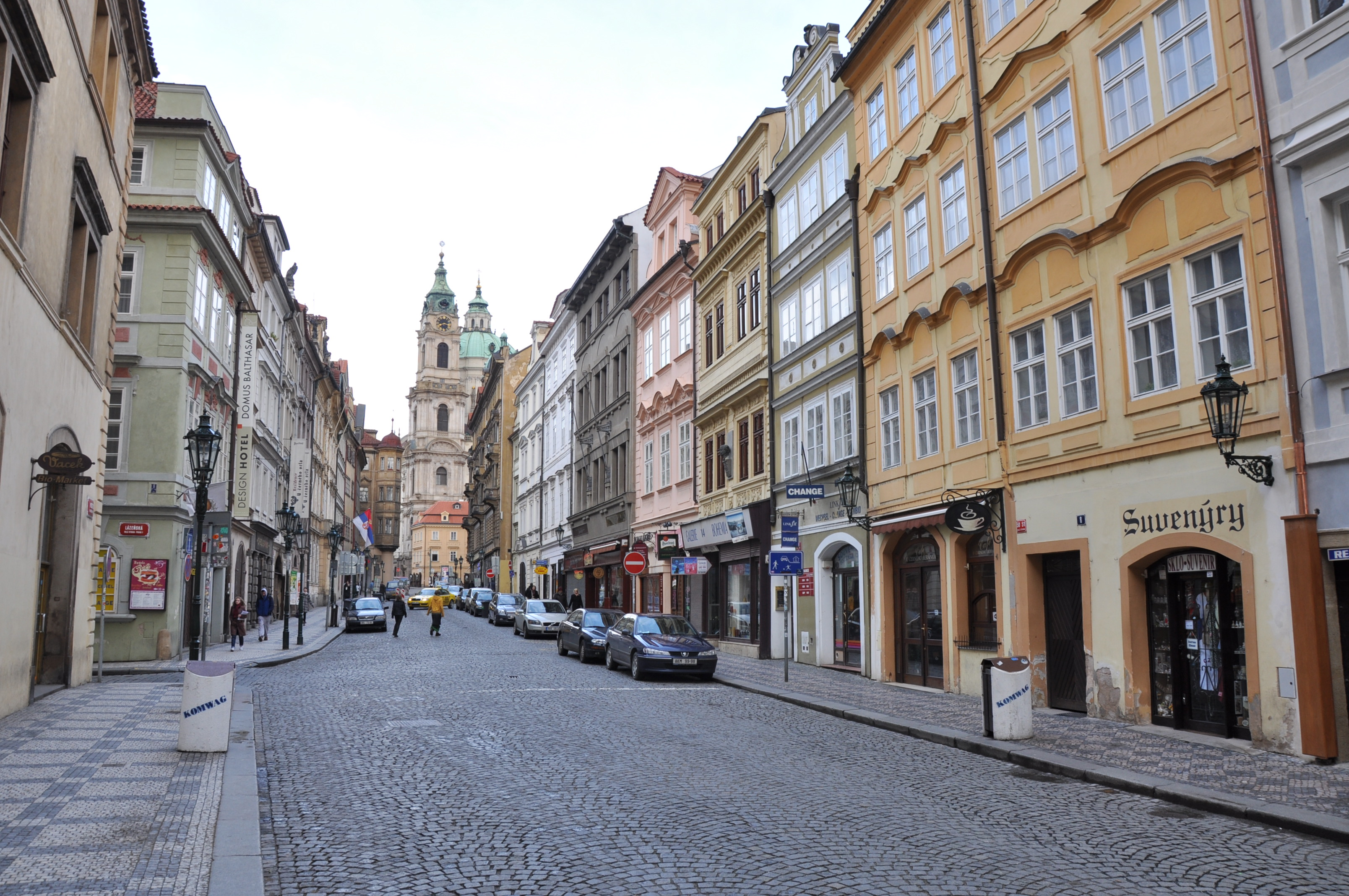
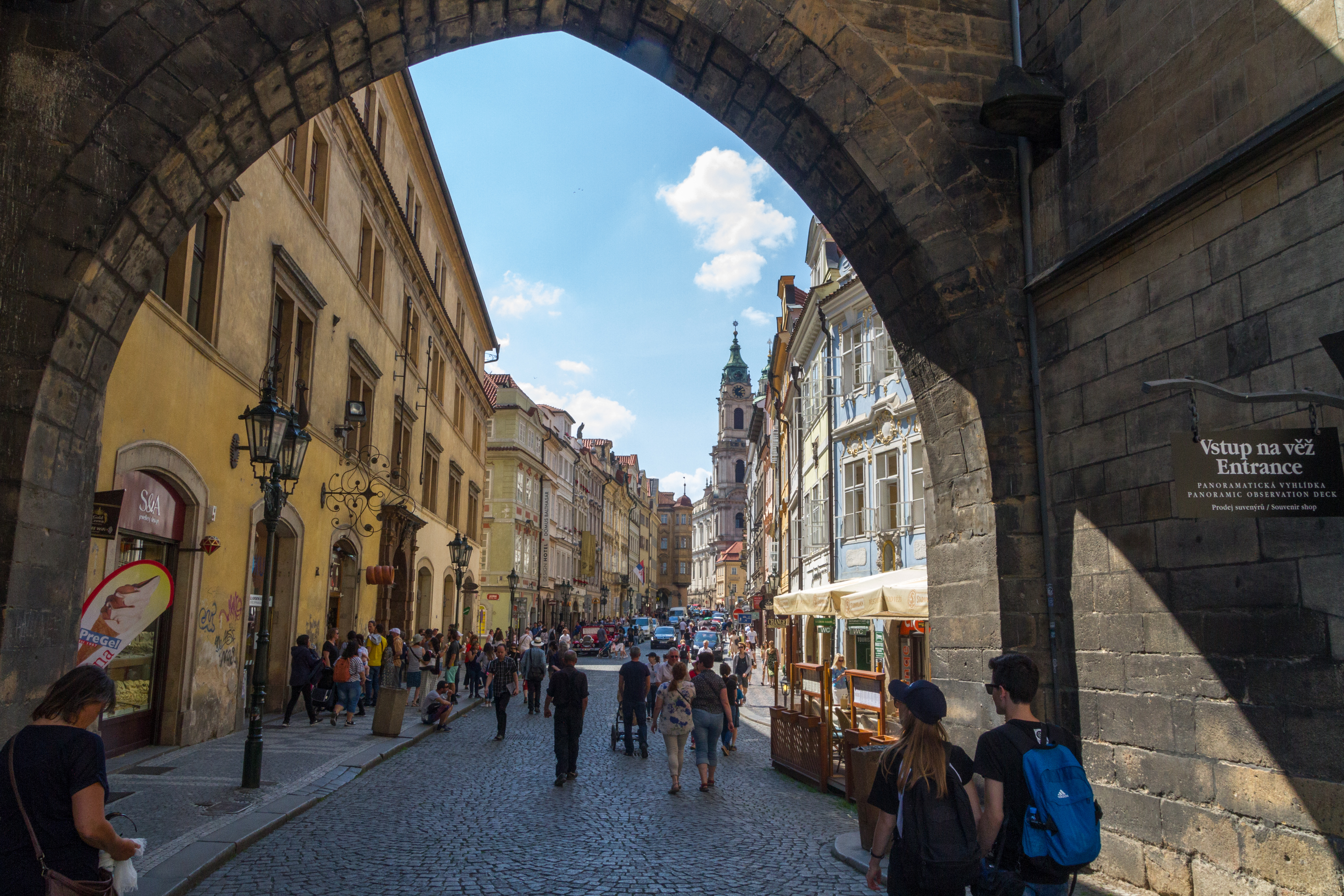